# Raytown
Raytown és una població dels Estats Units a l'estat de Missouri. Segons el cens del 2000 tenia 30.388 habitants.

## Demografia
Segons el cens del 2000, Raytown tenia 30.388 habitants, 12.855 habitatges, i 8.304 famílies. La densitat de població era de 1.183,9 habitants per km².
Dels 12.855 habitatges en un 27,1% hi vivien nens de menys de 18 anys, en un 48,6% hi vivien parelles casades, en un 12,6% dones solteres, i en un 35,4% no eren unitats familiars. En el 30,3% dels habitatges hi vivien persones soles el 13,3% de les quals corresponia a persones de 65 anys o més que vivien soles. El nombre mitjà de persones vivint en cada habitatge era de 2,32 i el nombre mitjà de persones que vivien en cada família era de 2,88.
Per edats la població es repartia de la següent manera: un 22,6% tenia menys de 18 anys, un 7,8% entre 18 i 24, un 27,9% entre 25 i 44, un 22,5% de 45 a 60 i un 19,3% 65 anys o més.
L'edat mediana era de 40 anys. Per cada 100 dones de 18 o més anys hi havia 83,6 homes.
La renda mediana per habitatge era de 41.949 $ i la renda mediana per família de 50.952 $. Els homes tenien una renda mediana de 33.828 $ mentre que les dones 26.745 $. La renda per capita de la població era de 21.634 $. Entorn del 3,1% de les famílies i el 5% de la població estaven per davall del llindar de pobresa.

## Poblacions més properes
El següent diagrama mostra les poblacions més properes.